# Masakra w więzieniu w Łucku
Masakra w więzieniu w Łucku – masowy mord na więźniach przetrzymywanych w więzieniu w Łucku, dokonany przez funkcjonariuszy sowieckich NKWD i NKGB 23 czerwca 1941 roku, w drugim dniu niemieckiej inwazji na ZSRR. Ofiarą zbrodni padło około 2 tys. osób, w zdecydowanej większości Ukraińców i Polaków. Była to jedna z wielu tzw. masakr więziennych, dokonanych przez sowieckie organy bezpieczeństwa w lecie 1941 roku.

## Geneza
Łuck – historyczna stolica Wołynia, przed wojną polskie miasto wojewódzkie – od września 1939 roku znajdował się pod sowiecką okupacją. Osoby aresztowane przez NKWD były osadzane w celach przedwojennego polskiego więzienia. Mieściło się ono w gmachu dawnego klasztoru ss. brygidek przy ul. Brygidek (ob. ul. Katedralna 16). Posesja, na której znajdowało się więzienie, była stosunkowo rozległa; przylegała z jednej strony do brzegów rzeki Styr, a z drugiej do placu Katedralnego. Po rozpoczęciu okupacji więzienie rozbudowano. Ogrodzono je także murem, dzięki czemu powstały dwa dziedzińce wewnętrzne, rozdzielane przez gmach dawnego klasztoru.
Więzienie w Łucku było jednym z trzech sowieckich więzień funkcjonujących na terenie obwodu wołyńskiego; w oficjalnych dokumentach określano je mianem „więzienia nr 1”. Stanowisko naczelnika piastował młodszy lejtnant bezpieczeństwa państwowego Griniew. W łuckim więzieniu osadzano przede wszystkim osoby aresztowane na terenie powiatów łuckiego i horochowskiego. Z dokumentów odnalezionych w sowieckich archiwach wynika, że stan osadzonych na dzień 10 czerwca 1941 roku wynosił 2055 osób. Inne dokumenty NKWD z czerwca 1941 roku, dotyczące planowanej ewakuacji więzienia, podają natomiast, że ewakuacją zamierzano objąć 1999 lub 2052 więźniów. W tym okresie aż 70% więźniów stanowili Ukraińcy. Kolejne 25% więźniów było narodowości polskiej, resztę stanowili przedstawiciele innych narodowości.
22 czerwca 1941 roku nazistowskie Niemcy dokonały inwazji na Związek Radziecki. Pierwsze tygodnie wojny miały bardzo pomyślny przebieg dla strony niemieckiej. Dywizjom Wehrmachtu udało się bowiem rozbić wojska nadgranicznych okręgów wojskowych ZSRR, a następnie wedrzeć się daleko w głąb sowieckiego terytorium. Sukcesem uwieńczone zostało między innymi niemieckie uderzenie na terenie Wołynia i Galicji Wschodniej, gdzie broniło się największe i najlepiej uzbrojone zgrupowanie Armii Czerwonej – Front Południowo-Zachodni. W pierwszych dwudziestu dniach wojny jego jednostki poniosły ogromne straty w ludziach i sprzęcie, a także były zmuszone wycofać się na odległość blisko 250 kilometrów na wschód od granicy niemiecko-sowieckiej.
Wobec szybkich postępów niemieckiego natarcia NKWD przystąpiło do likwidacji więźniów politycznych przetrzymywanych w strefie działań wojennych. Latem 1941 roku w więzieniach i aresztach na Kresach Wschodnich zamordowano od 20 tys. do 30 tys. osób.

## Wymordowanie więźniów

### Preludium
Początkowo, w myśl opracowanych jeszcze przed wojną planów, Sowieci zamierzali wywieźć w głąb ZSRR niemal wszystkich osadzonych w łuckim więzieniu. Plan ewakuacji więzień zachodnich obwodów Ukraińskiej SRR, zatwierdzony 23 czerwca 1941 roku przez zastępcę ludowego komisarza spraw wewnętrznych ZSRR Wasilija Czernyszowa, przewidywał, że 919 więźniów zostanie wywiezionych do Włodzimierza, a kolejnych 1080 do więzień obwodu stalingradzkiego. Szybkie postępy niemieckiej ofensywy oraz brak środków transportu uczyniły jednak ten zamiar niewykonalnym.
Łuck znalazł się tymczasem na głównym kierunku niemieckiego natarcia. Już w pierwszym dniu wojny miasto padło ofiarą nalotu Luftwaffe. Niemieckie bomby spadły m.in. na teren więzienia, niszcząc budynek administracyjny (względnie „wartownię”) oraz uszkadzając mur zewnętrzny i narożnik klasztornego gmachu. Śmierć ponieśli wówczas naczelnik wydziału gospodarczego Bondarenko, jego żona, a także jeden z nadzorców (dwóch innych nadzorców zostało rannych). W powstałym chaosie część osadzonych podjęła próbę ucieczki, lecz strażnicy zdołali ich powstrzymać ogniem broni maszynowej. Wielu więźniów zostało wówczas zastrzelonych. Część niedoszłych uciekinierów została niejako odcięta na więziennym spacerniaku; dopiero następnego dnia o godzinie 9:00 zapędzono ich z powrotem do cel.
W datowanym na 28 czerwca 1941 roku raporcie naczelnika zarządu więziennictwa NKWD USRR, kapitana bezpieczeństwa państwowego Andrieja Filippowa, znalazła się informacja, że po niemieckim nalocie więźniowie podjęli próbę buntu, a nawet „wyłamali drzwi cel oraz składów więzienia, gdzie znajdowały się siekiery, brzytwy i inne ostre narzędzia”. Owo doniesienie nie znajduje jednak potwierdzenia w zeznaniach ocalałych więźniów. Bogdan Musiał przypuszczał, że rzekomy bunt wymyślono post factum, aby usprawiedliwić samowolną likwidację osadzonych.
We wspomnianym raporcie Filippow donosił, że po stłumieniu „buntu” stracono 73 więźniów, wobec których jeszcze przed wybuchem wojny orzeczono karę śmierci.

### Masakra w dniu 23 czerwca
Do masowego mordu na więźniach doszło w drugim dniu wojny niemiecko-sowieckiej. Wydarzenia bezpośrednio poprzedzające masakrę opisał w swoim raporcie szef wydziału więziennictwa NKWD obwodu wołyńskiego, sierżant bezpieczeństwa państwowego Stan. Twierdził on, że 23 czerwca o godzinie 11:30 do więzienia przybyła grupa operacyjna pod dowództwem kapitana b. p. Rozowa, złożona z funkcjonariuszy NKGB i NKWD obwodu wołyńskiego. Rozow i szef obwodowego NKGB, kapitan b. p. Biełocerkowski, mieli rozkazać Stanowi, aby w ciągu 20 minut wydał członkom grupy operacyjnej wszystkich więźniów, których zatrzymano na mocy artykułu 54 pkt 2 i 11 kodeksu karnego USRR, a w szczególności wszystkich członków Organizacji Ukraińskich Nacjonalistów. Decyzja o natychmiastowym rozstrzelaniu więźniów miała zostać podjęta pod wpływem fałszywych doniesień, iż Niemcy dotarli już na odległość zaledwie 7 kilometrów od Łucka.
Około południa strażnicy rozkazali więźniom opuścić cele z rzeczami. Sugerowali przy tym, że w związku z wybuchem wojny zamierzają ich zwolnić do domów. W rzeczywistości więźniów zgromadzono na więziennym spacerniaku, a następnie podzielono na dwie grupy. Na dziedziniec, który leżał od strony Styru, przeprowadzono osoby narodowości ukraińskiej (około 1500 osób), podczas gdy na spacerniaku pozostali Polacy (około 500 osób). Ponadto z tłumu wywołano po nazwisku kilkadziesiąt osób. Więzień Marian Krasuski twierdził, że enkawudziści „wyselekcjonowali” w ten sposób około 50–80 osób. W raporcie Filippowa znalazła się natomiast informacja, że z grona więźniów wybrano 14 osób skazanych na mocy dekretu Prezydium Rady Najwyższej ZSRR z 26 czerwca 1940 roku, 30 osób skazanych za przestępstwa kryminalne i 40 nieletnich – razem 84 więźniów. Następnie nieletnich odprowadzono z powrotem do cel, a pozostałych 44 więźniów zwolniono.
Oczekującym na dziedzińcu Ukraińcom rozkazano ustawić się w rzędach. Gdy wykonali polecenie, enkawudziści odsłonili ustawione naprzeciw więźniów karabiny maszynowe, po czym otworzyli ogień oraz zaczęli ciskać granaty w tłum. Do ofiar strzelano również z okien więziennego gmachu. Rannych dobijano. Gdy egzekucja na „ukraińskim” dziedzińcu była już zakończona, oprawcy w analogiczny sposób przystąpili do mordowania polskich więźniów. Do tych ostatnich strzelano z murów i wież strażniczych oraz z górnych pięter gmachu. Masakra trwała mniej więcej godzinę. Po jej zakończeniu oprawcy wezwali ocalałych więźniów, aby powstali i powrócili do cel. Przy wejściu do gmachu zatrzymywano i zabijano każdego ocalałego, który był ranny lub chociażby pokryty krwią zabitych towarzyszy. Na „polskim” dziedzińcu ocalało kilkudziesięciu więźniów; świadkowie szacowali ich liczbę na 50–60, 80–90 lub nawet 120 osób. Zdecydowanie mniej więźniów przeżyło masakrę na dziedzińcu „ukraińskim”. Tam na wezwanie enkawudzistów wstać miało zaledwie 11 osób, z czego jedną ranną od razu dobito.
W swoim raporcie Stan utrzymywał, że egzekucję przeprowadzili funkcjonariusze grupy operacyjnej Rozowa, kierownictwo i straż więzienna oraz żołnierze kompanii Wojsk Konwojowych NKWD dowodzeni przez starszego lejtnanta Fachrudinowa. W raporcie Filippowa znalazła się natomiast informacja, że więźniów rozstrzeliwali „naczelnik drugiego oddziału UNKGB Gonczarow, funkcjonariusz UNKGB Dworkin oraz naczelnik więziennego oddziału UNKWD Stan przy udziale innych funkcjonariuszy NKGB i NKWD”. Ocalali więźniowie twierdzili, że obok enkawudzistów w egzekucji uczestniczyły dwie Żydówki z Łucka – około dwudziestoletnia Blumenkranz (córka właściciela sklepu obuwniczego) i niejaka Spiglówna.

### Próby zatarcia śladów zbrodni
Wkrótce po zakończeniu masakry Sowieci zorientowali się, że pogłoski o zbliżaniu się Niemców były przesadzone. W tej sytuacji podjęto próbę zatarcia śladów zbrodni. 24 czerwca enkawudziści zmusili ocalałych więźniów do pracy przy pochówku zwłok zamordowanych towarzyszy. Ofiary zabite na dziedzińcu „ukraińskim” wrzucono do leja po bombie, podczas gdy zabitych z dziedzińca „polskiego” składano w mogiłach wykopanych na terenie więzienia. Następnie zwłoki zasypano wapnem i zakopano. Lasowanym wapnem zalano także miejsca, gdzie w czasie masakry padło najwięcej trupów, a nawet zbryzgane krwią fragmenty murów. Bagaże więźniów, części ubrań i drobne fragmenty ciał zebrano na jedną stertę i podpalono. Więzienną dokumentację oraz kosztowności z depozytu wywiózł do Kijowa zastępca naczelnika więzienia Leskin.
W międzyczasie Sowieci nie zaprzestali mordowania więźniów. Po południu 23 czerwca oraz w nocy z 23 na 24 czerwca wyprowadzali z cel pojedynczych więźniów oraz grupy liczące po 15–20 osób, których następnie rozstrzeliwali na dziedzińcu „ukraińskim”. Zamordowano wówczas m.in. trzy kobiety. Od kilkudziesięciu do stu mężczyzn stracono w pobliżu brzegu Styru. Niewykluczone, że w gronie zamordowanych znalazły się osoby, które rankiem 23 czerwca nie posłuchały wezwania enkawudzistów i nie opuściły swoich cel.

### Ofiary

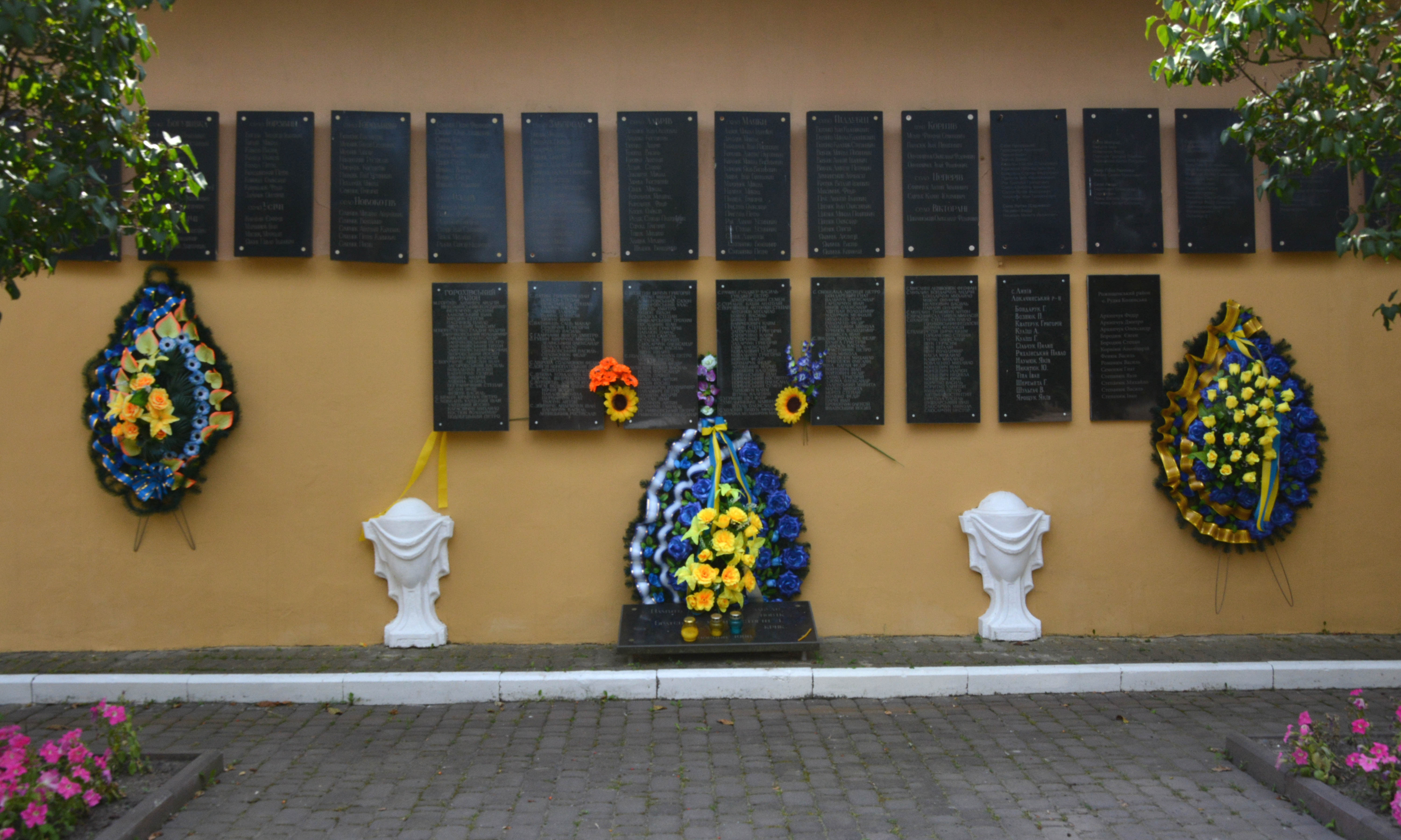
Tablice z nazwiskami ofiar. Łuck, ul. Katedralna

Naoczni świadkowie podawali bardzo rozbieżne informacje na temat liczby ofiar masakry. Ich szacunki wahały się bowiem od 1000 do 4,5 tys. osób. W źródłach niemieckich liczbę zamordowanych oceniano z kolei na 1,5 tys., 2 tys. lub nawet 2,8 tys. osób. Rozbieżności pojawiają się nawet w dokumentach sowieckich. W swoim raporcie sierżant bezpieczeństwa państwowego Stan utrzymywał, że w Łucku zlikwidowano łącznie około tysiąca więźniów, w większości skazanych za przestępstwa kryminalne. Twierdził również, że około tysiąca więźniów pozostawiono w celach. W raporcie Filippowa znajduje się natomiast informacja o dwóch tysiącach rozstrzelanych. Tę samą liczbę podaje Wykaz odjazdów i ruchu transportów z więzień NKWD Ukraińskiej SRR i to ona uznawana jest za najbardziej prawdopodobną. Nie jest znana dokładna liczba ocalałych. Władysław Siemaszko szacował ją na niewiele ponad 90.
Śledztwo prowadzone przez Okręgową Komisję Badania Zbrodni przeciw Narodowi Polskiemu w Łodzi pozwoliło ustalić nazwiska 225 ofiar i 32 ocalałych. Z kolei w jednej z ukraińskich gazet opublikowano w latach 1990–1991 nazwiska 140 zamordowanych. Obok Ukraińców i Polaków w gronie ofiar znaleźli się także przedstawiciele innych narodowości, w tym dziesięciu niemieckich żołnierzy, których Sowieci wzięli do niewoli, a następnie zamordowali.
W gronie ocalałych więźniów znaleźli się: ks. Władysław Bukowiński (duchowny rzymskokatolicki, „apostoł Kazachstanu”, beatyfikowany w 2016 roku), Mieczysław Ogrodowczyk (członek ZWZ/AK, uczestnik powstania warszawskiego), ks. Stanisław Kobyłecki (duchowny rzymskokatolicki, członek konspiracji z Włodzimierza Wołyńskiego), Władysław Siemaszko z żoną Janiną (członek ZWZ/AK, po wojnie badający zbrodnie ukraińskich nacjonalistów na Polakach na Wołyniu).

## Epilog

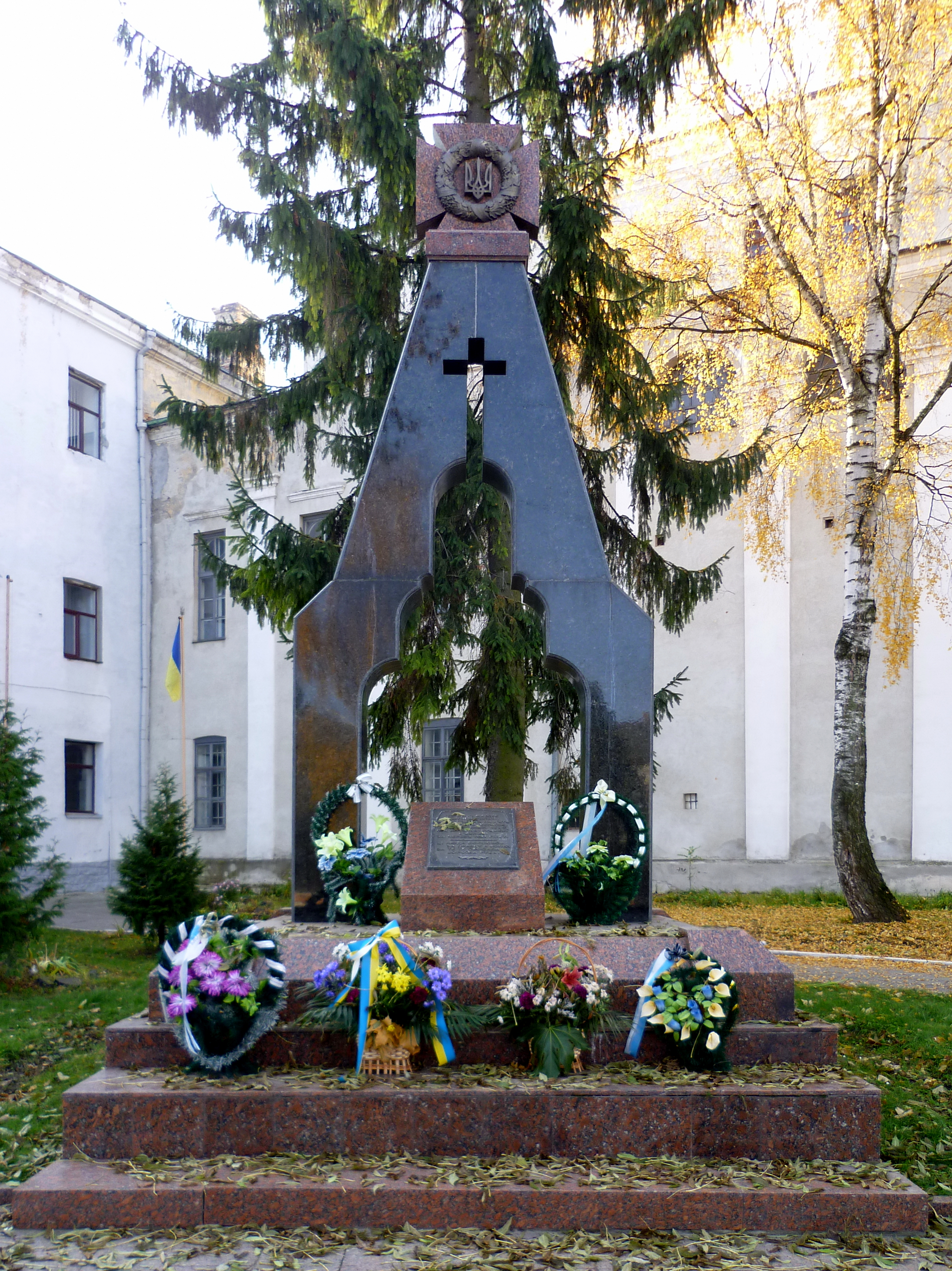
Pomnik ku czci ofiar masakry. Łuck, ul. Katedralna

Docelowo enkawudziści zamierzali zlikwidować wszystkich więźniów, czemu zapobiegło jednak wkroczenie wojsk niemieckich do Łucka (25 czerwca). Ocalali więźniowie wspominali, że ich ulga była tak wielka, że na widok żołnierzy Wehrmachtu nawet Polacy krzyczeli „Heil Hitler”. Po zajęciu więzienia Niemcy wyłowili z grupy niedobitków wszystkie osoby podejrzewane o żydowskie pochodzenie. Rozstrzelali także sowieckiego prokuratora oraz kilku funkcjonariuszy NKWD, których schwytali na terenie więzienia.
Uroczysty pogrzeb ofiar masakry odbył się w ostatnią niedzielę sierpnia 1941 roku. Za zgodą władz niemieckich ukraińscy mieszkańcy Łucka usypali kopce na czterech masowych grobach, a także oznaczyli je tablicami i dębowymi krzyżami.
Masakra w łuckim więzieniu została wykorzystana przez goebbelsowską propagandę. 26 czerwca miejsce zbrodni sfilmowała niemiecka ekipa filmowa. 7 lipca „Völkischer Beobachter” poświęcił mordowi notkę zatytułowaną: 1500 Ukraińców zmasakrowanych ogniem z karabinów maszynowych w Łucku. Odkryto nowy masowy mord GPU.
Po zajęciu Łucka przez Niemców mieszkańcy urządzili pogrom ludności żydowskiej, którą zgodnie ze stereotypem „żydokomuny” utożsamiano z systemem sowieckim i jego zbrodniami. Masakra więzienna posłużyła również Niemcom jako pretekst do przeprowadzenia masowych egzekucji Żydów. 27 czerwca do miasta wkroczyli funkcjonariusze grupy operacyjnej Einsatzgruppe C, którzy w krótkim czasie zamordowali kilkuset żydowskich mieszkańców. Po ujawnieniu sowieckiej zbrodni, a w szczególności śmierci niemieckich jeńców, feldmarszałek Walter von Reichenau rozkazał rozstrzelać „tylu Żydów, ilu wcześniej zginęło Ukraińców”. W myśl tego rozkazu funkcjonariusze Einsatzgruppen – wspierani przez żołnierzy Wehrmachtu i ukraińskich milicjantów – rozstrzelali w Łucku 1160 Żydów. Według innego źródła liczba Żydów zamordowanych w mieście na przełomie czerwca i lipca 1941 roku sięgnęła dwóch tysięcy.

## Pamięć

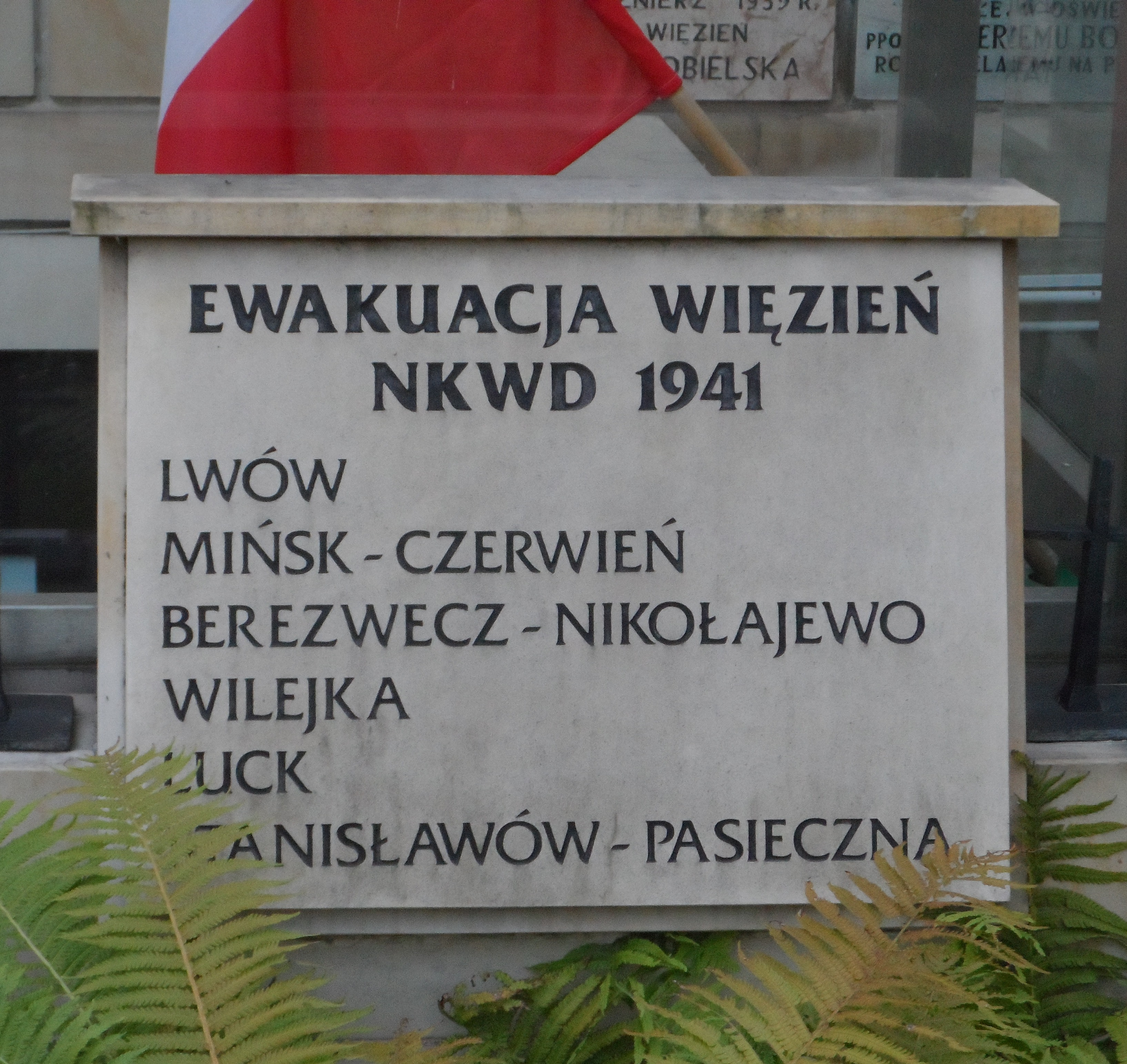
Tablica na terenie kościoła św. Stanisława Kostki w Warszawie, upamiętniająca ofiary masakr więziennych NKWD, w tym więźniów z Łucka

Już w 1941 roku sowiecka propaganda winą za mord w łuckim więzieniu obarczyła Niemców. Po ponownym zajęciu Łucka przez Armię Czerwoną groby ofiar masakry zostały zrównane z ziemią. Do końca lat 80. żadne wzmianki na temat tej zbrodni nie mogły się ukazać w oficjalnych publikacjach wydawanych w ZSRR.
Na fali głasnosti, 20 lipca 1989 roku na pl. Zamkowym w Łucku odbyła się manifestacja, podczas której publicznie przypomniano o zbrodni NKWD na więźniach łuckiego więzienia. Jedenaście dni później prokuratura obwodu wołyńskiego wszczęła oficjalne śledztwo w sprawie tej masakry. W latach 90., po uzyskaniu niepodległości przez Ukrainę, w miejscach, gdzie znajdowały się trzy z czterech zbiorowych mogił, postawiono pomnik i tablice pamiątkowe. W 2009 roku rada miasta Łucka podjęła decyzję o rozpoczęciu prac archeologicznych na terenie byłego więzienia.
O zamordowanych więźniach z Łucka wspomina jeden z napisów na tablicy upamiętniającej ofiary masakr więziennych NKWD, która znajduje się na terenie kościoła św. Stanisława Kostki w Warszawie.

## Odniesienia w kulturze
Sceny ekshumacji ofiar zamordowanych przez NKWD w więzieniu w Łucku otwierają powieść Jonathana Littella Łaskawe.